# Израильско-малийские отношения
Израильско-малийские отношения — международные двусторонние исторические и настоящие дипломатические, торговые, военные, культурные и иные отношения между Израилем и Мали.
Отношения между двумя странами переживали взлёты и падения, и, несмотря на то, что на сегодняшний день официальных дипломатических отношений между этими странами нет, обе они объявляли, что намереваются установить таковые в будущем.

## История
Через несколько месяцев после распада Федерации Мали, Мали получила независимость. Её первый лидер Модибо Кейта видел связь своей страны с Израилем жизненно важной и установил полные дипломатические отношения между двумя странами в 1960 году. С годами, однако, отношение Кейты к Израилю ухудшалось, среди прочего, на фоне отдаления от Франции, с которой Израиль был добрым союзником, и на фоне сближения с Насером, президентом Египта, с которым Израиль на тот момент враждовал. В 1973 году Мали объявила о том, что разрывает дипломатические отношения с Израилем на фоне участия последнего в Войне Судного дня. На начало 1973 года, когда отношения были разорваны у Мали не было дипломатического представителя в Израиле, а у еврейского государства в Мали был посол Ашер Хакени и помощник-эксперт, который работал на ООН. Кроме того, в Израиле проходили обучение несколько малийских студентов. За несколько месяцев до этого 20 малийских студентов закончили обучение в Израиле по специальности «Развитие местного самоуправления» и их навыки и знания, полученные в ходе учёбы получили высокие оценки от правительств Мали и Израиля.
4 июня 2017 года во время участия израильского премьер-министра Биньямина Нетаньяху в форуме африканских стран ECOWAS, он встретился с малийским президентом Ибрагимом Бубакаром Кейтой. Оба лидера пожали друг другу руки перед камерами и договорились о потеплении отношений между двумя странами. «Израиль может дать нам очень много»,- заявил президент Кейта. Он также напомнил, как много малийцев учились в своё время в Израиле.